# Pick-by-Vision

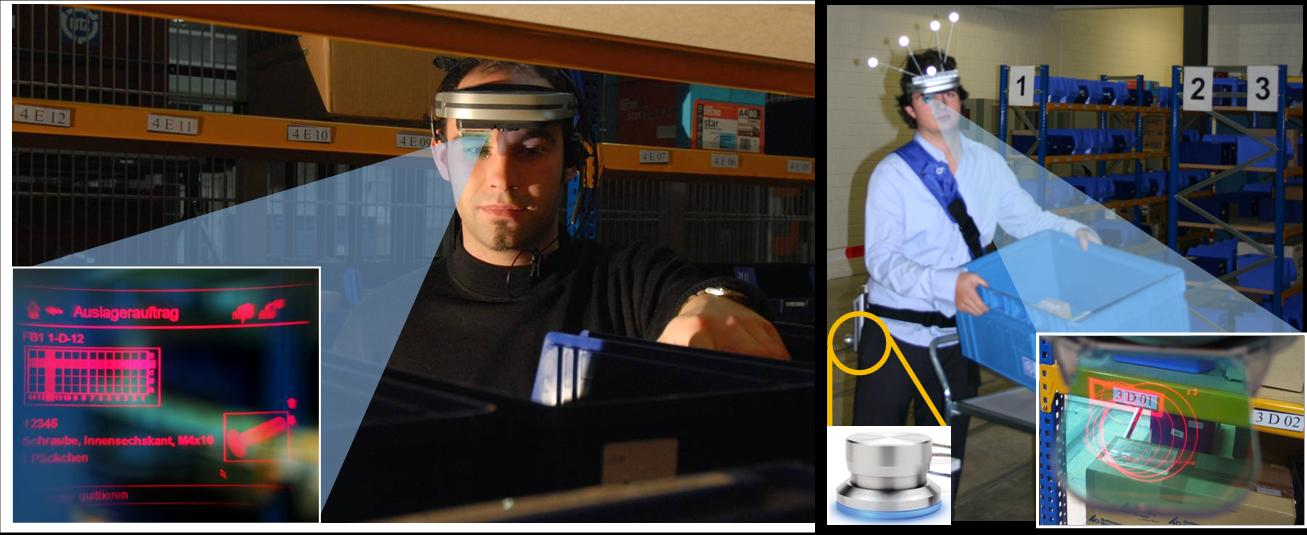
Pick-by-Vision-System ohne Positionserfassung mit Anzeige statischer Text- und Bildinformationen (links) und mit Infrarot-Positionserfassungssystem und dynamischer optischer Hervorhebung des Lagerfachs (rechts)

Pick-by-Vision ist eine Technik in der Logistik für die Kommissionierung in Warenlagern. Dazu werden dem Kommissionierer die Informationen mit Hilfe von WLAN-Technik über eine Datenbrille direkt in seinem Blickfeld angezeigt. Dies wird auch als Augmented Reality unterstützte Kommissionierung bezeichnet.

## Funktion
Unter Pick-by-Vision wird die Unterstützung des Kommissionierers in der Lagerlogistik durch visuelle Information in seinem Blickfeld unter Verwendung der Augmented Reality Technologie verstanden. Als ortsunabhängiges Visualisierungsmedium dient dazu eine vom Kommissionierer getragene Datenbrille, ein sogenanntes Head-Mounted Display.
Dem Kommissionierer werden alle für seine Arbeitsaufgabe benötigten Informationen (v. a. Lagerplatz, Artikel, Entnahmemenge) über eine Datenbrille bereitgestellt. Die Daten werden kontextabhängig, d. h. in Abhängigkeit von Ort, Zeit, betrachtetem Blickfeld und Stand der Auftragsbearbeitung angezeigt. Durch ein Positionserfassungssystem  („Trackingsystem“) (z. B. eine Kamera mit Bilderkennungssoftware) lässt sich die Position des Kommissionierers und seine Blickrichtung ermitteln und somit die Umgebung miteinbeziehen. Neben statischen Textinformationen lassen sich somit virtuelle Objekte dynamisch in Abhängigkeit von der Blickrichtung anzeigen. Dies können Pfeile zur Navigation oder eine farbige Umrandung des aktuellen Lagerfachs sein. Die Überlagerung erfolgt dabei nicht-kongruent, d. h., dass reale Objekte nicht mit identischen virtuellen Objekten positionsgenau überdeckt werden.
Der Kommissionierer muss auch Informationen in das dahinter stehende System (z. B. Warehouse Management System) online eingeben können. Dabei handelt es sich vor allem um die Quittierung von Vorgängen und das Eingeben des Nulldurchgangs. Diese Interaktionen erfolgen beispielsweise über ein Touchpad am mobilen PC oder durch Scannen von Barcodes oder RFID-Tags, die sich an Regalen, Boxen oder den zu kommissionierenden Produkten befinden. Weitere Möglichkeiten der Interaktion bieten Armtastaturen oder Spracheingabe. Der genaue Aufbau eines Pick-by-Vision-Systems hängt vom jeweiligen Kommissioniersystem ab, denn z. B. muss das Positionserfassungssystem dem abzudeckenden Arbeitsbereich des Kommissionierers angepasst werden.

## Potenziale für Unternehmen
Die menschliche Informationsaufnahme erfolgt zum Großteil über den optischen Sinn. Eine effizientere Informationserfassung durch Pick-by-Vision ist für Unternehmen mit folgenden Potenzialen verbunden:
- Reduzierung von Kommissionierfehlern und damit eine hohe Kommissionierqualität durch eine eingehende visuelle Darstellung (Bilder der Artikel, Abgleich der Artikelnummer im Blickfeld oder optisches Hervorheben des Lagerfachs) der benötigten Informationen
- Reduzierung der Totzeiten und somit eine Leistungssteigerung durch das parallele Anzeigen von verschiedenen Informationsarten (z. B. Weg- und Pickinformationen)
- Steile Lernkurve durch eine strikte Prozessführung und die Anzeige der benötigten Daten im Blickfeld

Pick-by-Vision weist ein breites Einsatzspektrum auf. Es kann für die Kommissionierung von Schnell- und Langsamdrehern verwendet werden und ist somit eine Alternative zu Pick-by-Voice und Pick-by-Light Anwendungen.

## Entwicklungsstand
Pick-by-Vision-Systeme haben das Forschungsstadium verlassen und werden mittlerweile produktiv eingesetzt. Die bisherige und weitere Etablierung im Markt dabei direkt mit der Qualität und Ergonomie der Datenbrillen zusammen. Häufig sind es vom Kick-Off bis zum Go-live nur wenige Wochen, die schnelle Implementierung ist auf die einfache Einbindung der Datenbrillen in die bestehende Lagerumgebung zurückzuführen. Zu den aktuellen Anwendern zählen vorwiegend große Produktions- und Logistikunternehmen, wie zum Beispiel Bosch, DB Schenker und PepsiCo. Die Pick-by-Vision-Lösung ist ein perfektes Zusammenspiel aus neuer Technik und menschlicher Bewegung.